# Championnats du monde de roller de vitesse 2023
Navigation
Édition précédente Édition suivante
Les championnats du monde de roller course 2023, ont lieu du 26 août au 3 septembre 2023 en Vénétie, en Italie : les épreuves sur piste se déroulent à Montecchio Maggiore le épreuves sur route à Vicence.

## Podiums

### Femmes
| Épreuves               | Or                                                                         | Argent                                                                      | Bronze                                                                |
| Piste                  | Piste                                                                      | Piste                                                                       | Piste                                                                 |
| ---------------------- | -------------------------------------------------------------------------- | --------------------------------------------------------------------------- | --------------------------------------------------------------------- |
| 200 m contre la montre | Sheila Muñoz                                                               | Asja Varani                                                                 | Geiny Pájaro                                                          |
| 500 m sprint           | Asja Varani                                                                | María Fernanda Timms                                                        | Erin Jackson                                                          |
| 1 000 m sprint         | Kollin Castro                                                              | Marie Dupuy                                                                 | Monserrat Ocampo                                                      |
| 10 000 m à points      | Fabriana Arias                                                             | Johana Viveros                                                              | Edda Paluzzi                                                          |
| 10 000 m élimination   | Gabriela Rueda                                                             | Angy Anabela Quintero                                                       | Fabriana Arias                                                        |
| 3 000 m par équipe     | Colombie- Gabriela Rueda - Johana Viveros - Kollin Castro - Fabriana Arias | France- Marine Lefeuvre - Marie Dupuy - Manon Fraboulet - Mathilde Pedronno | Italie- Asja Varani - Sofia Saronni - Veronica Luciani - Edda Paluzzi |
| Route                  |                                                                            |                                                                             |                                                                       |
| 100 m sprint           | Geiny Pájaro                                                               | Sheila Muñoz                                                                | Chen Ying-chu                                                         |
| 1 tour sprint          | Kerstinck Sarmiento                                                        | Asja Varani                                                                 | María Fernanda Timms                                                  |
| 10 000 m à points      | Fabriana Arias                                                             | Gabriela Rueda                                                              | Chang Yu-hsin                                                         |
| 10 000 m élimination   | Gabriela Rueda                                                             | Valentina Letelier                                                          | Fabriana Arias                                                        |
| Marathon               |                                                                            |                                                                             |                                                                       |
| 42 195 m               | Johana Viveros                                                             | Fabriana Arias                                                              | Gabriela Rueda                                                        |

### Hommes
| Épreuves               | Or                                                                                    | Argent                                                                           | Bronze                                                              |
| Piste                  | Piste                                                                                 | Piste                                                                            | Piste                                                               |
| ---------------------- | ------------------------------------------------------------------------------------- | -------------------------------------------------------------------------------- | ------------------------------------------------------------------- |
| 200 m contre la montre | Emanuelle Silva                                                                       | Duccio Marsili                                                                   | Andrés Jiménez Torres                                               |
| 500 m sprint           | Andrés Jiménez Torres                                                                 | Ricardo Verdugo                                                                  | Duccio Marsili                                                      |
| 1 000 m sprint         | Bart Swings                                                                           | Hugo Ramírez                                                                     | Duccio Marsili                                                      |
| 10 000 m à points      | Juan Mantilla                                                                         | Martin Ferrié                                                                    | Bart Swings                                                         |
| 10 000 m élimination   | Juan Mantilla                                                                         | Bart Swings                                                                      | Martin Ferrié                                                       |
| 3 000 m par équipe     | Colombie- Andrés Jiménez Torres - Andrés Gomez - Juan Mantilla - Jaime Uribe Mogollon | Italie- Gabriele Cannoni - Giuseppe Bramante - Andrea Cremaschi - Duccio Marsili | France- Elton de Souza - Nolan Beddiaf - Hugo Morin - Martin Ferrié |
| Route                  |                                                                                       |                                                                                  |                                                                     |
| 100 m sprint           | Vincenzo Maiorca                                                                      | Alessio Piergigli                                                                | Jorge Luis Martinez                                                 |
| 1 tour sprint          | Duccio Marsili                                                                        | Daniel Milagros                                                                  | Elton de Souza                                                      |
| 10 000 m à points      | Bart Swings                                                                           | Jason Suttels                                                                    | Andrés Gómez                                                        |
| 15 000 m élimination   | Bart Swings                                                                           | Martin Ferrié                                                                    | Juan Mantilla                                                       |
| Marathon               |                                                                                       |                                                                                  |                                                                     |
| 42 195 m               | Bart Swings                                                                           | Felix Rijhnen                                                                    | Kevin Lenis                                                         |

## Tableau des médailles
- Pays organisateur

| Rang  | Nation         | Or | Argent | Bronze | Total |
| ----- | -------------- | -- | ------ | ------ | ----- |
| 1     | Colombie       | 14 | 5      | 9      | 28    |
| 2     | Belgique       | 4  | 2      | 1      | 7     |
| 3     | Italie         | 3  | 5      | 4      | 12    |
| 4     | Chili          | 1  | 2      | 0      | 3     |
| 5     | France         | 0  | 4      | 3      | 7     |
| 6     | Mexique        | 0  | 1      | 2      | 3     |
| 7     | Espagne        | 0  | 1      | 0      | 1     |
| 7     | Allemagne      | 0  | 1      | 0      | 1     |
| 7     | Venezuela      | 0  | 1      | 0      | 1     |
| 8     | Taipei chinois | 0  | 0      | 2      | 2     |
| 9     | États-Unis     | 0  | 0      | 1      | 1     |
| Total | Total          | 22 | 22     | 22     | 66    |